# Tipula (Eremotipula) lyrifera
Tipula (Eremotipula) lyrifera is een tweevleugelige uit de familie langpootmuggen (Tipulidae). De soort komt voor in het Nearctisch gebied.